# فيليب جي. كرولي
فيليب جي. كرولي هو ضابط وسياسي أمريكي، ولد في 28 يوليو 1951 في بروكتون في الولايات المتحدة.